# Semantisch differentiaal
Een semantische differentiaal is een psychometrische schaal met op de twee uitersten tegenovergestelde begrippen. De schaal wordt soms ook aangeduid met osgoodschaal, of semantische contrastparen. Semantische differentialen zijn bedoeld om de betekenis of connotatie van een object, begrip of gebeurtenis meetbaar te maken. De semantische differentiaal is door Charles Osgood ontwikkeld rond 1957.

## Voorbeeld
Een psychometrisch instrument kan uit meerdere items bestaan die gemeten worden met behulp van een semantische differentiaal. Zo kan in marktonderzoek gebruikgemaakt worden van semantisch differentialen om een product te evalueren. Respondenten kunnen dan op bijvoorbeeld een 5-punts schaal aangeven in hoeverre ze een woord bij het product vinden passen. Een voorbeeld van een dergelijk instrument met 6 verschillende semantische differentialen is:
| 1. Koud            | [_____] | [_____] | [_____] | [_____] | [_____] | Warm              |
| 2. Goede kwaliteit | [_____] | [_____] | [_____] | [_____] | [_____] | Slechte kwaliteit |
| 3. Standaard       | [_____] | [_____] | [_____] | [_____] | [_____] | Uniek             |
| 4. Serieus         | [_____] | [_____] | [_____] | [_____] | [_____] | Grappig           |
| 5. Zwak            | [_____] | [_____] | [_____] | [_____] | [_____] | Sterk             |
| 6. Nuttig          | [_____] | [_____] | [_____] | [_____] | [_____] | Onnuttig          |
Thurstoneschaal · Likertschaal · Guttmanschaal · semantisch differentiaal · Stapelschaal · Justerschaal · visueel analoge schaal